# Bibersee (Fronreute)
Der Bibersee ist ein Stillgewässer im Gebiet der Gemeinde Fronreute im Landkreis Ravensburg in Baden-Württemberg.

## Lage
Der rund drei Hektar große Bibersee gehört naturräumlich zum Oberschwäbischen Hügelland. Er gehört zur Blitzenreuter Seenplatte, liegt westlich des Ortsteils Blitzenreute und östlich des Ortsteils Fronhofen auf einer Höhe von 574 m ü. NHN.
Den See umgibt das gleichnamige Naturschutzgebiet Bibersee.

## Beschreibung
Der nahezu kreisrunde See von ungefähr 250 Meter Durchmesser liegt in einem am Ende der Würmeiszeit vor 16.000 Jahren entstandenen Toteislochs. Erstmals wird er in einer Schenkungsurkunde im Jahre 1090 erwähnt. Im Jahr 1155 bestätigt Kaiser Friedrich I. Barbarossa dem Benediktiner-Kloster Weingarten seine Besitzungen, darunter auch den „Lacus Bibersee“; seit dieser Zeit wird das Gewässer zur Fischzucht genutzt.
Heute besitzt der nährstoffarme See einen schmalen Gürtel aus Seerosen und Verlandungsröhricht sowie ein Kalkflachmoor und Pfeifengraswiesen mit aufkommendem Weiden-Faulbaum-Gebüsch in der Uferrandzone.

### Hydrologie
Das Einzugsgebiet des Bibersees umfasst etwa 66 Hektar. Bei einer Fläche von 3,2 Hektar und einer mittleren Tiefe von 2,9 Metern – die maximale erreicht 4,7 Meter – enthält der See rund 91.400 Kubikmeter Wasser. Gespeist wird er aus dem Grundwasser und aus Drainagen; er entwässert  über einen Grabenlauf zur Hühler Ach und weiter zur Schussen und dem Bodensee.

### Ökologie
| Jahr                                   | 1984  | 1991  | 1999  | 2007  | 2012  | 2017  | 2023  |
| Gesamt PO4-Phosphor (µg/l)             | 74,00 | 54,00 | 46,00 | 31,00 | 34,00 | 34,00 | 30,00 |
| Chlorophyll a (µg/l)                   |       | 25,00 | 15,00 | 13,00 |       |       |       |
| Chlorophyll a-Spitze (µg/l)            |       | 79,00 | 29,00 | 30,00 |       |       |       |
| anorganischer Gesamt-Stickstoff (mg/l) | 19,00 | 0,36  | 1,40  | 2,05  |       |       |       |
| Sichttiefe (m)                         |       | 1,70  | 2,10  | 1,60  |       |       |       |
| Trophiestufe                           |       |       |       |       |       |       | e1    |

## Flora und Fauna

### Flora
Aus der schützenswerten Flora sind unter anderem folgende Pflanzenarten zu nennen:
- Binsenschneide (Cladium mariscus), auch Schneidriedgenannt, eine Sumpfpflanze aus der Familie der Sauergrasgewächse
- Gelbe Teichrose (Nuphar lutea), eine Art aus der Familie der Seerosengewächse
- Gewöhnliche Teichbinse (Schoenoplectus lacustris), auch aus der Familie der Sauergrasgewächse
- Strauß-Gilbweiderich (Lysimachia thyrsiflora), ein bis zu 60 cm hoch wachsender Vertreter der Primelgewächse
- Weiße Seerose (Nymphaea alba), auch aus der Familie der Seerosengewächse

### Fauna
Im Jahr 1990 zählten Aal, Barsch, Brachse, Güster, Hecht, Karpfen, Rotauge, Rotfeder, Schleie und Wels zum Fischbestand des Bibersees, 2000 auch Ukelei und Zander.
Zur schützenswerten Fauna gehören unter anderem folgende Arten:
- Kleines Granatauge (Erythromma viridulum), eine Vertreterin der Familie der Schlanklibellen
- Spitzenfleck (Libellula fulva), eine Art aus der Familie der Segellibellen
- Westliche Keiljungfer (Gomphus pulchellus), eine Libellenart aus der Familie der Flussjungfern

### LUBW
Amtliche Online-Gewässerkarte mit passendem Ausschnitt und den hier benutzten Layern: Bibersee und Umgebung

Allgemeiner Einstieg ohne Voreinstellungen und Layer: Daten- und Kartendienst der Landesanstalt für Umwelt Baden-Württemberg (LUBW) (Hinweise)
1. ↑  Höhe nach blauer Beschriftung auf dem Hintergrundlayer Topographische Karte.
2. ↑  Seefläche nach dem Layer Stehende Gewässer.

### Andere Belege
1. ↑  Hansjörg Dongus: Geographische Landesaufnahme: Die naturräumlichen Einheiten auf Blatt 187/193 Lindau/Oberstdorf. Bundesanstalt für Landeskunde, Bad Godesberg 1991. → Online-Karte (PDF; 6,1 MB)